# Marcel Madila
Marcel Madila Basanguka (ur. 17 maja 1955 w Ndola) – kongijski duchowny katolicki, arcybiskup Kanangi w latach 2006–2022.

## Życiorys
Studiował w seminarium w Malole oraz na wydziale teologicznym w Kinszasie. Święcenia diakonatu przyjął 11 stycznia 1981, zaś 
święcenia kapłańskie 30 sierpnia 1981. Inkardynowany do archidiecezji Kananga, został wikariuszem parafii katedralnej, a następnie wykładowcą seminarium w Mbuji-Mayi. W latach 1987–1996 studiował w Paryżu, zaś po powrocie do kraju został profesorem seminarium w Kabwe, a od 2000 seminarium w Kinszasie.

### Episkopat
27 marca 2004 został mianowany biskupem pomocniczym archidiecezji Kananga oraz biskupem tytularnym Gigthi. Sakry biskupiej udzielił mu 29 maja 2004 abp Godefroid Mukeng’a Kalond.
9 grudnia 2006 został mianowany przez Benedykta XVI ordynariuszem archidiecezji Kananga.
21 grudnia 2022 papież Franciszek przyjął jego rezygnację z pełnionego urzędu. 